# Yasuhisa Watanabe
 (décembre 2020).
Si vous disposez d'ouvrages ou d'articles de référence ou si vous connaissez des sites web de qualité traitant du thème abordé ici, merci de compléter l'article en donnant les références utiles à sa vérifiabilité et en les liant à la section « Notes et références ».
Yasuhisa Watanabe (渡部 恭久, Watanabe Yasuhisa), né le 30 décembre 1968 à Ōita au Japon, est un compositeur de musiques de jeux vidéo. Il est également connu sous le pseudonyme Yack..
Employé chez Taito, il a été un des membres clés du groupe de musique interne du développeur : Zuntata.
Il est maintenant à son compte et travaille dans son studio Dual Moon (nommé d'après une de ses musiques pour le jeu Metal Black).

## Œuvres majeures
- Syvalion
- Growl (Runark)
- Metal Black (en)
- Super Chase: Criminal Termination
- Elevator Action
- Kaiser Knuckle
- Puchi Carat
- Arkanoid
- Land Maker
- La série Street Fighter EX
- La série Custom Robo
- La série Technic
- Border Down
- Majokko de Go Go
- WarTech: Senko No Ronde
- Senko no Ronde DUO
- Super Dragon Ball Z